# 1779
1779 (MDCCLXXIX) je bilo navadno leto, ki se je po gregorijanskem koledarju začelo na petek, po 11 dni počasnejšem julijanskem koledarju pa na torek.

## Rojstva
- 20. avgust - Jöns Jacob Berzelius, švedski kemik († 1848)
- 8. september - Mustafa IV., sultan Osmanskega cesarstva (* 1808)

## Smrti
- 22. december - Štefan Küzmič, slovenski pisatelj, evangeličanski duhovnik na Madžarskem, prevajalec Svetega pisma v prekmurščino (Nouvi Zákon) (* 1723)